# Вильгельм I Лев
Вильгельм I Лев Шотландский (англ. William I; ст. гэл. Uilliam mac Eanric; гэльск. Uilleam mac Eanraig; 1142 или 1143, Хантингдон, Кембриджшир — 4 декабря 1214, Замок Стерлинг) — король Шотландии с 1165 года, представитель Данкельдской династии, внук Давида I Святого, короля Шотландии. Его правление было одним из самых долгих в истории Шотландии. Он взошёл на трон после смерти бездетного старшего брата Малькольма IV.

## Происхождение
Вильгельм происходил из Данкельдской династии — шотландского королевского дома и был вторым из сыновей шотландского принца Генриха, который, в свою очередь, был вторым из сыновей шотландского короля Давида I Святого от брака с Матильде Хантингдонской, наследницы англосаксонских графов Нортумбрии. Благодаря этому Генрих носил титул графа Нортумбрии, а позже на Нортумбрию претендовали и его сыновья. Он женился на англо-нормандской аристократке Аде де Варенн, дочери Вильгельма де Варенна, 2-го графа Суррея. В этом браке родилось трое сыновей: Малькольм IV, унаследовавший шотландский трон после смерти деда, Вильгельм и Давид, граф Хантингдон.

## Биография
В отличие от глубоко религиозного и хрупкого брата, Вильгельм был хорошо сложен, рыжеволос и чрезвычайно упрям. Он был активным монархом, чье правление было испорчено неразумными попытками восстановить контроль над Нортумбрией.
Традиционно Вильгельма считают основателем Арбротского аббатства. При нем королевским гербом Шотландии стал «Алый Лев, стоящий на задних лапах на золотом поле». Возможно, это произошло потому, что хронист Джон Фордун называл короля «Львом Правосудия».
Вильгельм также наследовал титул графа Нортумбрии в 1152 году. Тем не менее, в 1154 году он передал этот титул Генриху II Английскому. Это создало проблему после восхождения Вильгельма на трон, когда он попытался вернуть наследство.
В 1173—1174 годах Вильгельм Лев, надеясь захватить Нортумбрию (в северо-восточной Англии), принял активное участие в восстании против английского короля Генриха II и его сыновей. Летом 1174 года Вильгельм Лев был взят в плен близ Алника сторонниками Генриха II и по договору в Фалезе (в конце 1174 года) признал себя вассалом Генриха II, а Шотландию — его леном, после чего был освобождён. Независимость Шотландии была восстановлена по Кентерберийскому договору (1189 год) между Вильгельмом Львом и Ричардом I Львиное Сердце, нуждавшимся в деньгах для участия в Третьем крестовом походе и продавшим сюзеренные права отца за 10 тыс. серебряных марок.
Вильгельм Лев скончался в Стерлинге 4 декабря 1214 года и был погребен в Арбротском аббатстве.

## Брак и дети
Согласно Фалезскому договору Генрих II получил право избрать для Вильгельма супругу. 5 сентября 1186 года в Вудстокском дворце Вильгельм вступил в брак с Ирменгардой де Бомон (умерла в 1233), дочерью Ришара I де Бомон-о-Мэн, виконта де Бомон-сюр-Сарт (внука короля Генриха I Английского), от которой имел четырёх детей:
- Маргарита (1193—1259), замужем за Хьюбертом де Бургом, 1-м графом Кента;
- Изабелла (1195—1253), замужем за Роджером Биго, 4-м графом Норфолка;
- Александр II Шотландский (1198—1249), который наследовал отцу и был королём Шотландии в 1214—1249;
- Марджори (1200—1244), замужем за Гилбертом Маршалом, 4-м графом Пембрука[4].

Кроме того, Вильгельм имел многочисленное внебрачное потомство:
- Маргарита (умерла после 1226), жена Юстаса де Вески (1169—1216), лорда Алника, их правнук Уильям де Вески был претендентом на шотландскую корону в 1291 году[5];
- Роберт де Лондон[6];
- Генрих де Галайтли, его сын Патрик был претендентом на корону Шотландии в 1291 году[7];
- Ада (ок. 1174—1200) Фиц-Уильям, жена Патрика I (1152—1232), графа Данбар[7];
- Ауфрика, жена Уильяма де Сэй, их праправнук Роджер де Мандевиль был претендентом на корону Шотландии в 1291 году[7];
- Изабелла, с 1183 года жена Роберта III Брюса (умер в 1191), лорда Аннандейла, затем сэра Уильяма де Рос[8].